# Приволжск
Приво́лжск — город (с 1938) в России, административный центр Приволжского района Ивановской области. Известен с 1485 года.
Население — 14 332 человека (2021).
Распоряжением Правительства РФ от 29 июля 2014 года № 1398-р «Об утверждении перечня моногородов» Приволжское городское поселение включено в категорию «Монопрофильные муниципальные образования Российской Федерации (моногорода), в которых имеются риски ухудшения социально-экономического положения».

## География
Несмотря на название, город находится более чем в 8 километрах от Волги; по территории города протекает её приток Шача (с притоками Таха и Осья). Приволжск находится в 46 километрах к северо-востоку от Иваново. Площадь населённого пункта составляет 16 км².

### Климат
Преобладает умеренно континентальный климат.
Июль — самый тёплый месяц в году, его средняя температура 18,7 °C, а самый холодный месяц — январь со средней температурой −11,2 °C.
Среднегодовое количество осадков — 620 мм.

## История
В грамоте боярина Семёна Пешкова-Сабурова 1485 года упоминается село Яковлевское. В 1560 году село перешло во владение Ипатьевского монастыря. В 1763 году в селе проживало 620 душ. С 1774 года село Яковлевское приписано к Коллегии экономии.
Постановлением ВЦИК от 2 декабря 1918 года был образован Яковлевский сельский Совет. В 1924 году село Большое Яковлевское было преобразовано в рабочий посёлок Яковлевский. Указом Президиума Верховного Совета РСФСР от 26 октября 1938 года рабочий посёлок Яковлевский преобразован в город Приволжск. При этом Яковлевский льнокомбинат был переименован в Приволжский. Однако, продукцию комбината по этой причине перестали покупать. Спросом пользовалась продукция марки именно Яковлевского льнокомбината. Поэтому вскоре комбинату было возвращено старое название. 

## Культура
В городском доме культуры проводятся концерты городских, районных, областных исполнителей эстрадной песни, рок-фестивали, молодёжные дискотеки, творческие вечера, масштабные мероприятия, конкурсы (в том числе «Приволжская красавица», «Миссис Приволжск», «Супер бабушка» и др.), собрания клубов по интересам. Дом культуры владеет большим концертным залом на 600 мест, конференц-залом (лекционным залом) с мобильными посадочными местами, обширными площадями для выставок и др.
Помимо Дома культуры в городе действует стадион «Текстильщик» с трибунами на 1000 зрителей, футбольным полем с лучшим естественным травяным покровом на территории Ивановской области, хоккейной коробкой, которая в зимний период зачастую используется в качестве городского катка (единственного в близлежащих городах, в том числе Фурманов, Волгореченск, Плёс) с отличным качеством льда.
Главным городским праздником является День города, который традиционно проходит во второе воскресенье июня в День работников текстильной и лёгкой промышленности. Обычно в этот день на стадионе «Текстильщик» и прилежащем Василевском парке проходят народные шествия, играют живые оркестры, работает ярмарка народных умельцев, проходит торжественная церемония открытия дня города с последующим концертом на главной площади города (пл. Революции), фейерверком и праздничной дискотекой.

## Достопримечательности
- Свято-Никольский женский монастырь
- Старообрядческая церковь
- Народный дом
- Постройки XIX века на Революционной улице
- Васильевский парк
- Святой источник Тихвинской иконы Божией Матери

## Комплекс православного паломничества
В Приволжске создан уникальный комплекс православного паломничества, входящий в состав Свято-Никольского женского монастыря Иваново-Вознесенской епархии. В состав комплекса входят следующие элементы:
- Большая купель (используется в качестве места купания в святом источнике, представляет собой деревянную постройку с шатровой крышей и куполом на вершине) — построена, функционирует;
- Малая купель (место для купания в святом источнике на открытом воздухе) — идёт подготовка к строительству;
- Часовня — подготовка проектно-сметной документации;
- Кофейня (место для отдыха, в котором предполагается осуществлять продажу готового кофе, чая, сладостей, блюд монастырской пищи) — идёт подготовка к строительству;
- Церковная лавка (место продажи православной символики, икон и др.) — идёт подготовка к строительству;
- Гостиничный комплекс для паломников (представляет собой комплекс деревянный построек в деревенском стиле для остановки паломников на территории комплекса) — идёт подготовка к строительству;
- Прогулочная территория в составе с пешеходным мостом через реку Таха — идёт подготовка к строительству.

Территория комплекса расположена на ровном берегу реки Таха по левую сторону от Мухинского моста по пути следования по трассе «Иваново — Плёс». Настоящая территория подвержена весеннему половодью, в связи с чем для строительства комплекса произведено укрепление береговой полосы. В итоге комплекс должен представлять собой уютный уголок для отдыха и для поддержания православных традиций, с оригинальным местом для прогулки в атмосфере деревенского быта, в сочетании с современным уровнем обслуживания.

## Население
| 1872    | 1897    | 1931    | 1939    | 1959    | 1967    | 1970    | 1979    | 1989    |
| ------- | ------- | ------- | ------- | ------- | ------- | ------- | ------- | ------- |
| 350     | ↗3750   | ↗7000   | ↗14 669 | ↗18 723 | ↗21 000 | ↘19 771 | ↗20 362 | ↗20 574 |
| 1992    | 1996    | 1998    | 2002    | 2003    | 2005    | 2006    | 2007    | 2009    |
| ↗20 600 | ↘20 300 | ↘20 000 | ↘18 385 | ↗18 400 | ↘18 000 | ↘17 700 | ↘17 500 | ↘17 245 |
| 2010    | 2011    | 2012    | 2013    | 2014    | 2015    | 2016    | 2017    | 2018    |
| ↘16 747 | ↘16 700 | ↘16 570 | ↘16 485 | ↘16 358 | ↘16 137 | ↘15 915 | ↘15 824 | ↘15 530 |
| 2019    | 2020    | 2021    |         |         |         |         |         |         |
| ↘15 302 | ↘15 264 | ↘14 332 |         |         |         |         |         |         |

На 1 января 2025 года по численности населения город находился на 806-м месте из 1124 городов Российской Федерации.

## Экономика
- ООО «Ланкастер»
- два ювелирных завода (ООО «Фабрика „Приволжский ювелир“», ЗАО «Приволжский ювелирный завод „Красная Пресня“») и несколько ювелирных мастерских
- Так называемая «Ювелирная улица» рядом с заводом «Красная Пресня», где расположены более десятка специализированных ювелирных магазинов[26]
- Яковлевская мануфактура и Яковлевский льнокомбинат — торговые марки, продолжающее Товарищество льняной мануфактуры 1884 года.
- развитое индивидуальное предпринимательство

## Транспорт
В Приволжске имеется сеть городского транспорта, состоящая из маршрутных такси.
Приволжск является транспортным узлом на федеральной трассе Р600, находясь на одинаковом расстоянии как от Иванова, так и от Костромы.
Из Приволжска осуществляются регулярные автобусные рейсы по городам Ивановской области, а также в Волгореченск, Кострому, Москву. Из Приволжска каждые 20 минут отправляется экспресс—маршрутное такси до Иванова.
Через Приволжск проходила грузовая железнодорожная ветка на Костромскую ГРЭС. Летом 2023 года построены пассажирские платформы в Волгореченске и Приволжске. Пригородные поезда связали эти два города с Фурмановым и Ивановом. Пассажирское сообщение открыто 22 сентября 2023 года.